# Tomopterus vespoides
Tomopterus vespoides là một loài bọ cánh cứng trong họ Cerambycidae.